# Cascade (компьютерный вирус)

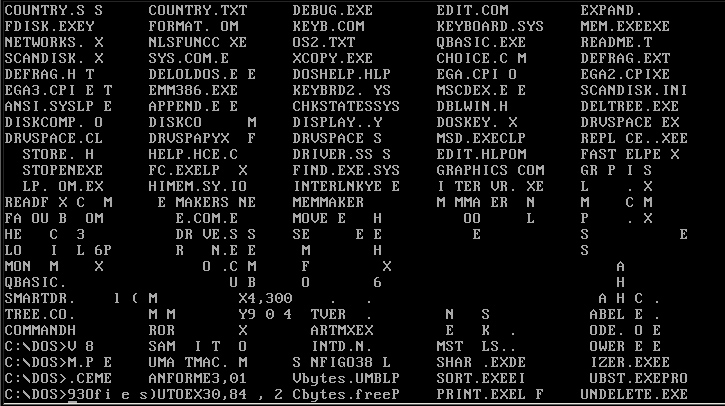
Текст «осыпается» вследствие вируса Cascade

Cascade (также известен как BlackJack, Falling Letters или Herbstlaub) — компьютерный вирус, написанный на ассемблере в 1987 году немецким программистом и начавший распространение в 1988 году. Стал широко распространён в конце 1980-х и начале 1990-х годов. Является первым обнаруженным зашифрованным вирусом, тело вируса начинается с дешифратора.

## Принцип работы вируса
Cascade заражал дискеты и заставлял «осыпаться» на нижнюю строку символы на экране под звуки на фоне. От этого вирус получил своё название. Заражались только двоичные файлы расширения .COM, в зависимости от версии вируса размер заражённых файлов увеличивался на 1701 или 1704 байт.
Вирус не должен был заражать BIOS с авторским правом IBM, однако из-за ошибки в коде заражались и эти системы. Во всех последующих версиях вируса эта ошибка также присутствовала. В связи с инцидентом в 1988 году IBM выпустила свою собственную антивирусную программу.